# Thraséas
Thraséas (mort vers 170 à Smyrne) est un évêque qui vécut et fut martyrisé sous le règne de l'empereur Marc Aurèle. Sa fête est le 27 octobre.
Avant sa mort, il fut évêque d'Euménie en Phrygie (aujourd'hui région de Denizli en Turquie). Bien qu'il fût originaire d'Euménieet et y ait vécu toute sa vie, il subit le martyr à Smyrne (aujourd'hui Izmir) selon les dires de Policartes et de Jérôme de Stridon.
Nous avons très peu d'informations sur lui. Eusèbe dans son Histoire de l'Église mentionne son nom avec sept autres noms évêques avant lui. Parmi eux figurent Polycarpe et Papyrus de Smyrne, Sagaris de Laodicée et Melito.
Eusèbe écrira également que Thraséas était, tout comme Apollonius d'Ephèse, Julien d'Apamée, Sotas d'Anchialus et Apollinaris de Hiérapolis un anti-montaniste.